# Aircraft Transport & Travel
Aircraft Transport & Travel Limited (AT&T) war eine britische Fluggesellschaft. Das 1916 gegründete Unternehmen führte 1919 als erste Gesellschaft Linienflüge zwischen Paris und London durch. 1921 wurde der Betrieb aus wirtschaftlichen Gründen eingestellt.

## Geschichte
Aircraft Transport and Travel  wurde am 5. Oktober 1916 durch George Holt Thomas gegründet. Während des Krieges bestand jedoch ein Verbot von zivilen Flügen. Die Flugzeugflotte bestand zunächst aus ehemaligen Militärmaschinen vom Typ Airco D.H.4A, mit denen Flüge zwischen Folkestone und Gent durchgeführt wurden. Trotz fehlender Unterstützung durch die britische Regierung unternahm die Gesellschaft am 15. Juli 1919 probeweise einen Passagiertransport zwischen dem Militärflugplatz Hendon bei London und Paris-Le Bourget. Die Airco D.H.9 erreichte ihr Ziel nach zweieinhalb Stunden.
Im folgenden Monat nahm AT&T mit einer D.H.16 den regulären Dienst zwischen beiden Städten auf. Der Erstflug am 25. August 1919 war der erste internationale Linienflug. Im November startete ein Luftpostdienst zwischen Hawkinge in Kent und Köln mit sechs von der Royal Air Force übernommenen Airco D.H.9A. Die Flugzeuge gelangten 1920 wieder in den Besitz der britischen Streitkräfte.
Neben der Verbindung von London-Hounslow nach Paris richtete AT&T im Mai 1920 weitere Linienflüge zwischen dem Flughafen London-Croydon und Amsterdam ein. Für diese im Auftrag der KLM durchgeführten Flüge wurden D.H.16 genutzt.
Bis 1921 stieg die Zahl der Gesellschaften, die Flüge zwischen London und Paris anboten, auf  drei britische und drei französische. Aus Protest gegen die Subventionen, die die französischen Anbieter erhielten, beendeten die Briten am 28. Februar 1921 ihren Liniendienst zwischen den Metropolen. Kurz darauf stellte AT&T seinen Betrieb komplett ein. Die Flugzeuge wurden abgestellt oder verkauft.

## Flotte
- Airco D.H.4/D.H.4A
- Airco D.H.6
- Airco D.H.9/D.H.9A/D.H.9B
- Airco D.H.16
- Airco D.H.18